# Al-Zaytoun
Al-Zaytoun o Zeitun (àrab: الزيتون, az-Zaytūn, ‘les Oliveres') és un districte de Gaza, situat a la part sud de la ciutat.

## Història
Va ser construït als anys 1930 i 1940 a mesura que Gaza es va desenvolupar més enllà del seu centre. Gran part del finançament per a la seva construcció s'atribueix a institucions estrangeres, com els hospitals missioners. Després de la guerra arabo-israeliana de 1948, amb l'afluència de refugiats palestins, la població de Zeitun va augmentar. La família d'Ahmed Yassin, un dels fundadors de Hamàs, s'hi va establir als anys 1950.
Durant el conflicte entre Israel i Gaza del 2008 al 2009, les Forces de Defensa d'Israel (FDI) van llançar una incursió terrestre a la zona i van ocupar el districte. Durant aquest període, 48 palestins, la majoria de tres famílies, van ser assassinats. A més, es van destruir 27 habitatges, diverses granges i una mesquita.

### Guerra de 2023-2024
La guerra de 2023-2024 va ocasionar nombrosos morts, ferits i danys materials al barri de Zeitun. El 14 d'octubre de 2023, un atac aeri israelià va matar tota una família de 26 membres del barri, incloent-hi avis, pares, néts i fins i tot una dona embarassada. Només va sobreviure un nen de dos anys. El 28 de gener, un bombardeig israelià va suposar la mort de dotzenes de civils, la majoria dones i nens. Encara que a finals de gener de 2024 Israel havia declarat el barri de Zeitun com a zona pacificada, el 21 de febrer, va ordenar l'evacuació completa dels habitants d'aquest barri davant el ressorgiment dels combats. El 10 de maig, cinc soldats israelians van morir-hi en combats, quatre per un artefacte explosiu i un durant un tiroteig. Dos dies després, els bombardejos israelians van destruir nombrosos edificis residencials del barri. El 30 de maig van continuar els bombardejos, que van danyar parts importants del barri. Dos veïns van morir el 4 de juny en nous bombardejos israelians, i tres més el 12 de juny. El 19 de juny, Israel va enviar una columna de tancs a Zeitun, on van tenir lloc intensos combats.